# 唐和 (南北朝)
唐和（?—?），字稚起，晋昌郡冥安縣（今甘肃省瓜州县东南）人，出身西域的北魏初期軍事人物。

## 經歷
唐和是唐繇之子。西涼被北涼滅亡後，他與兄長唐契逃到伊吾避難，臣服於柔然。柔然立唐契為伊吾王。
20年過去了，受到柔然的壓迫，逃到高昌。柔然的阿若率領騎兵到白力城聲討唐和，唐和率500騎兵率先攻擊，兩敗俱傷，唐和在其殘黨的收容下，逃到車師前部國。
此時，沮渠安周駐屯於横截城，唐和攻下横截城後，斬了沮渠安周的哥哥的孩子沮渠樹，攻破高寧、白力等兩城，戌衛的城主都被斬殺。北魏送來使者表示再次歸順之意。還有，在車師前部王的車伊洛、擊破沮渠安周。
448年（太平真君九年）、北魏太武帝派遣成周公万度歸討伐焉耆，唐和與万度歸在車伊洛合流進攻，攻下柳驢以東的6城，平定波居羅城。
再來是，遠征龟兹，按照万度歸之命而屯駐於焉耆。柳驢城戍主乙真伽反叛北魏，唐和率領100騎的輕型騎兵捕殺乙真伽。
451年（正平元年），唐和到訪當時北魏的首都平城，受到太武帝以上客之禮的厚遇。
魏文成帝的時候，接受鎮南将軍之軍銜，封酒泉公。
太安年間，出任济州刺史，有治績。召還來做内都大官等職，負責刑事事件的裁判。
皇興年間，卒，享年67。追贈征西大將軍、太常卿、酒泉王之位。諡宣。

## 子
唐欽，太和年間，任鎮南将軍、陝州刺史等職。

## 延伸阅读
[在维基数据编辑]
 《魏書·卷43》，出自魏收《魏书》
 《北史/卷027》，出自李延壽《北史》